# DreamWorks
DreamWorks Pictures, anche conosciuta come DreamWorks, è una casa di produzione cinematografica statunitense. Viene fondata da Steven Spielberg, Jeffrey Katzenberg e David Geffen nel 1994. Dal 2015 è diventata una sussidiaria del gruppo Amblin Partners.
In precedenza era nota con i nomi DreamWorks SKG e DreamWorks Studios.

## Storia
Lo studio è stato fondato nel 12 ottobre del 1994 da Steven Spielberg (regista e già cofondatore della Amblin Entertainment), Jeffrey Katzenberg (precedentemente capo del reparto animazione della Walt Disney) e David Geffen (fondatore della Geffen Records, importante casa discografica), anche grazie ad un finanziamento da parte di Paul Allen (cofondatore della Microsoft).
Lo studio ha raggiunto i maggiori successi grazie a film da esso prodotti e distribuiti. Il debutto nella produzione cinematografica avvenne nel 1997 con la pellicola The Peacemaker di Mimi Leder, ma le soddisfazioni maggiori sono avvenute nel campo dell'animazione, soprattutto con Shrek 2 (2004), sequel del già fortunato Shrek (2001). Proprio sulla base di questo successo, la DreamWorks Animation è stata separata e resa indipendente dalla DreamWorks SKG. Nel frattempo sono già usciti nelle sale cinematografiche Shrek terzo (2007) e Shrek e vissero felici e contenti (2010). Comprendono anche i film di Madagascar, Kung Fu Panda e Dragon Trainer.
Tra le molte serie televisive da segnalare è la mini-serie Band of Brothers, del 2001, pluripremiata in tutto il mondo. 
La DreamWorks Records non ha raggiunto i risultati sperati ed è stata venduta nell'ottobre 2003 alla Universal Music Group, che l'ha rinominata DreamWorks Nashville.
Nel dicembre 2005 i fondatori hanno deciso di vendere lo studio alla Paramount Pictures (controllata della Viacom). L'acquisizione è stata completata nel febbraio del 2006. Dall'acquisto è stata esclusa la DreamWorks Animation, che rimane indipendente fino al 2016, quando viene acquisita da Universal Pictures.
Nel 2008 Spielberg e soci, in conflitto con la dirigenza Viacom, concludono una trattativa d'acquisto con il gruppo indiano Reliance Anil Dhirubhai Ambani Group, terzo nel settore privato del proprio paese. Reliance rileva da Viacom la proprietà dello studio. Nel 2011 DreamWorks Pictures firma un contratto di distribuzione con Touchstone Pictures del gruppo The Walt Disney Company. Dal 2015 entra a fare parte del gruppo appena costituito Amblin Partners. Nel 2016 la distribuzione dei suoi nuovi film passa a Universal Pictures dopo che Amblin Partners ha firmato un accordo con quest'ultima per la distribuzione di tutti i lungometraggi Amblin.

## Filmografia
- The Peacemaker, regia di Mimi Leder (1997)
- Amistad, regia di Steven Spielberg (1997)
- Un topolino sotto sfratto (Mouse Hunt),  regia di Gore Verbinski (1997)
- Paulie - Il pappagallo che parlava troppo (Paulie), regia di John Roberts (1998)
- Deep Impact, regia di Mimi Leder (1998)
- Small Soldiers, regia di Joe Dante (1998)
- Salvate il soldato Ryan (Saving Private Ryan), regia di Steven Spielberg (1998)
- Z la formica (Antz), regia di Eric Darnell e Tim Johnson (1998)
- Il principe d'Egitto (The Prince of Egypt), regia di Brenda Chapman, Simon Wells e Steve Hickner (1998)
- In Dreams, regia di Neil Jordan (1999)
- Piovuta dal cielo (Forces of Nature), regia di Bronwen Hughes (1999)
- La lettera d'amore (The Love Letter), regia di Peter Chan (1999)
- Haunting - Presenze (The Haunting), regia di Jan de Bont (1999)
- American Beauty, regia di Sam Mendes (1999)
- Galaxy Quest, regia di Dean Parisot (1999)
- La strada per El Dorado (The Road to El Dorado), regia di Don Paul e Bibo Bergeron (2000)
- Il gladiatore (Gladiator), regia di Ridley Scott (2000)
- Road Trip, regia di Todd Phillips (2000)
- Criminali da strapazzo (Small Time Crooks), regia di Woody Allen (2000)
- Galline in fuga (Chicken Run), regia di Peter Lord e Nick Park (2000)
- Le verità nascoste (What Lies Beneath), regia di Robert Zemeckis (2000)
- Quasi famosi (Almost Famous), regia di Cameron Crowe (2000)
- Ti presento i miei (Meet the Parents), regia di Jay Roach (2000)
- The Contender, regia di Rod Lurie (2000)
- La leggenda di Bagger Vance (The Legend of Bagger Vance), regia di Robert Redford (2000)
- Cast Away, regia di Robert Zemeckis (2000)
- Salvi per un capello (An Everlasting Piece), regia di Barry Levinson (2000)
- The Mexican - Amore senza la sicura (The Mexican), regia di Gore Verbinski (2001)
- Shrek, regia di Andrew Adamson e Vicky Jenson (2001)
- Evolution, regia di Ivan Reitman (2001)
- A.I. - Intelligenza artificiale (A.I. Artificial Intelligence), regia di Steven Spielberg (2001)
- La maledizione dello scorpione di giada (The Curse of the Jade Scorpion), regia di Woody Allen (2001)
- Il castello (The Last Castle), regia di Rod Lurie (2001)
- A Beautiful Mind, regia di Ron Howard (2001)
- The Time Machine, regia di Simon Wells (2002)
- Hollywood Ending, regia di Woody Allen (2002)
- Spirit - Cavallo selvaggio (Spirit: Stallion of the Cimarron), regia di Kelly Asbury e Lorma Cook (2002)
- Minority Report, regia di Steven Spielberg (2002)
- Era mio padre (Road to Perdition), regia di Sam Mendes (2002)
- Lo smoking (The Tuxedo), regia di Kevin Donovan (2002)
- The Ring, regia di Gore Verbinski (2002)
- Prova a prendermi (Catch Me If You Can), regia di Steven Spielberg (2002)
- Biker Boyz, regia di Reggie Rock Bythewood (2002)
- Old School, regia di Todd Phillips (2002)
- Head of State, regia di Chris Rock (2002)
- Sinbad - La leggenda dei sette mari (Sinbad: Legend of the Seven Seas), regia di Patrick Gilmore e Tim Johnson (2003)
- Seabiscuit - Un mito senza tempo (Seabiscuit), regia di Gary Ross (2003)
- Anything Else, regia di Woody Allen (2003)
- Il gatto... e il cappello matto (The Cat in the Hat), regia di Bo Welch (2003)
- La casa di sabbia e nebbia (House of Sand and Fog), regia di Vadim Perelman (2003)
- Paycheck, regia di John Woo (2003)
- Appuntamento da sogno! (Win a Date with Tad Hamilton!), regia di Robert Luketic (2004)
- EuroTrip, regia di Jeff Shaffer (2004)
- L'invidia del mio migliore amico (Envy), regia di Barry Levinson (2004)
- Shrek 2, regia di Andrew Adamson, Kelly Asbury e Conrad Vernon (2004)
- La donna perfetta (The Stepford Wives), regia di Frank Oz (2004)
- The Terminal, regia di Steven Spielberg (2004)
- Anchorman - La leggenda di Ron Burgundy (Anchorman: The Legend of Ron Burgundy), regia di Adam McKay (2004)
- Collateral, regia di Michael Mann (2004)
- Shark Tale, regia di Rob Letterman, Vicky Jenson e Bibo Bergeron (2004)
- Natale in affitto (Surviving Christmas), regia di Mike Mitchell (2004)
- Lemony Snicket - Una serie di sfortunati eventi (Lemony Snicket's A Series of Unfortunate Events), regia di Brad Silberling (2004)
- Mi presenti i tuoi? (Meet the Fockers), regia di Jay Roach (2004)
- The Ring 2 (The Ring Two), regia di Hideo Nakata (2005)
- Madagascar, regia di Eric Darnell e Tom McGrath (2005)
- La guerra dei mondi (War of the Worlds), regia di Steven Spielberg (2005)
- The Island, regia di Michael Bay (2005)
- Red Eye, regia di Wes Craven (2005)
- Se solo fosse vero (Just Like Heaven), regia di Mark Waters (2005)
- Wallace & Gromit - La maledizione del coniglio mannaro (Wallace & Gromit: The Curses of the Were-Rabbit), regia di Nick Park e Steve Box (2005)
- The Prize Winner of Defiance, Ohio, regia di Jane Anderson (2005)
- Dreamer - La strada per la vittoria (Dreamer), regia di John Gatins (2005)
- Memorie di una geisha (Memoirs of a Geisha), regia di Rob Marshall (2005)
- Munich, regia di Steven Spielberg (2005)
- Match Point, regia di Woody Allen (2005)
- She's the Man, regia di Andy Fickman (2006)
- The Last Kiss, regia di Tony Goldwyn (2006)
- Flags of Our Fathers, regia di Clint Eastwood (2006)
- Dreamgirls, regia di Bill Condon (2006)
- Lettere da Iwo Jima (Letters from Iwo Jima), regia di Clint Eastwood (2006)
- Profumo - Storia di un assassino (Perfume: The Story of a Murderer), regia di Tom Tykwer (2006)
- Norbit, regia di Brian Robbins (2007)
- Blades of Glory - Due pattini per la gloria (Blades of Glory), regia di Will Speck e Josh Gordon (2007)
- Disturbia, regia di D.J. Caruso (2007)
- Transformers, regia di Michael Bay (2007)
- Lo spaccacuori (The Heartbreak Kid), regia dei fratelli Farrelly (2007)
- Noi due sconosciuti (Things We Lost in the Fire), regia di Susanne Bier (2007)
- Il cacciatore di aquiloni (The Kite Runner), regia di Marc Forster (2007)
- Sweeney Todd - Il diabolico barbiere di Fleet Street (Sweeney Todd: The Demon Barber of Fleet Street), regia di Tim Burton (2007)
- Rovine (The Ruins), regia di Carter Smith (2008)
- Tropic Thunder, regia di Ben Stiller (2008)
- Ghost Town, regia di David Koepp (2008)
- Eagle Eye, regia di D.J. Caruso (2008)
- Revolutionary Road, regia di Sam Mendes (2008)
- Hotel Bau (Hotel for Dogs), regia di Thor Freudenthal (2009)
- The Uninvited, regia di The Guard Brothers (2009)
- I Love You, Man, regia di John Hamburg (2009)
- Il solista (The Soloist), regia di Joe Wright (2009)
- Transformers - La vendetta del caduto (Transformers: Revenge of the Fallen), regia di Michael Bay (2009)
- Amabili resti (The Lovely Bones), regia di Peter Jackson (2009)
- Lei è troppo per me (She's Out of My League), regia di Jim Field Smith (2010)
- A cena con un cretino (Dinner for Schmucks), regia di Jay Roach (2010)
- Sono il Numero Quattro (I Am Number Four), regia di D.J. Caruso (2011)
- Cowboy & Aliens, regia di Jon Favreau (2011)
- The Help, regia di Tate Taylor (2011)
- Fright Night - Il vampiro della porta accanto (Fright Night), regia di Craig Gillespie (2011)
- Real Steel, regia di Shawn Levy (2011)
- War Horse, regia di Steven Spielberg (2011)
- Una bugia di troppo (A Thousand Words), regia di Brian Robbins (2012)
- Una famiglia all'improvviso (People Like Us), regia di Alex Kurtzman (2012)
- Lincoln, regia di Steven Spielberg (2012)
- Il quinto potere (The Fifth Estate), regia di Bill Condon (2013)
- Delivery Man, regia di Ken Scott (2013)
- Need for Speed, regia di Scott Waugh (2014)
- Amore, cucina e curry (The Hundred-Foot Journey), regia di Lasse Hallström (2014)
- Il ponte delle spie (Bridge of Spies), regia di Steven Spielberg (2015)
- La luce sugli oceani (The Light Between Oceans), regia di Derek Cianfrance (2016)
- La ragazza del treno (The Girl on the Train), regia di Tate Taylor (2016)
- La festa prima delle feste (Office Christmas Party), regia di Will Speck e Josh Gordon (2016)
- Ghost in the Shell, regia di Rupert Sanders (2017)
- Thank You for Your Service, regia di Jason Dean Hall (2017)
- The Post, regia di Steven Spielberg (2017)
- First Man - Il primo uomo (First Man), regia di Damien Chazelle (2018)
- Green Book, regia di Peter Farrelly (2018)
- Benvenuti a Marwen (Welcome to Marwen), regia di Robert Zemeckis (2018)
- 1917, regia di Sam Mendes (2019)
- The Turning - La casa del male (The Turning), regia di Floria Sigismondi (2020)
- Il processo ai Chicago 7 (The Trial of the Chicago 7), regia di Aaron Sorkin (2020)
- Oslo, regia di Bartlett Sher (2021)
- La ragazza di Stillwater (Stillwater), regia di Tom McCarthy (2021)
- Easter Sunday, regia di Jay Chandrasekhar (2022)
- The Good House, regia di Maya Forbes e Wallace Wolodarsky (2022)
- Demeter - Il risveglio di Dracula (The Last Voyage of the Demeter), regia di André Øvredal (2023)
- Carry-On, regia di Jaume Collet-Serra (2024)
- Long Distance - Senza ossigeno (Long Distant), regia di Will Speck e Josh Gordon (2025)